# Worldline (Unternehmen)
Worldline ist ein französisches Unternehmen für Zahlungs- und Transaktionsdienstleistungen, das 1974 gegründet wurde.
Zu den von Worldline angebotenen Dienstleistungen in den Bereichen Merchant Services; Terminals, Solutions & Services; Financial Services und Mobility & e-Transactional Services zählen das nationale und internationale Commercial Acquiring sowohl für den stationären Handel als auch im Online-Geschäft, die hochsichere Abwicklung von Zahlungstransaktionen, ein umfassendes Portfolio an Zahlterminals sowie e-Ticketing und digitale Dienstleistungen im industriellen Umfeld.

## Geschichte

### 1970–2004: Anfänge und Diversifizierung
Die ersten Aktivitäten von Worldline in der Verarbeitung von Zahlungstransaktionen gehen auf die 1970er Jahre zurück. Zunächst unter dem Namen Sligos, der 1973 aus der Fusion zwischen Sliga, einer Tochtergesellschaft der Bank Crédit Lyonnais, und Cegos hervorging – und ab den 1980er Jahren mit Segin, das sich insbesondere auf Minitel-Transaktionen spezialisiert hat. Ab den 1990er Jahren diversifiziert sich das Unternehmen mit Axime in den Bereich der Web-Zahlungen, aus dem später – nach der Fusion mit Sligos – die Atos-Gruppe wurde.

### 2004–2014: Integration in Atos
2004 integriert Atos seine Aktivitäten in den Bereichen Zahlungsdienste und Online-Dienste in das Tochterunternehmen Atos Worldline.
2006 werden zwei belgische Gesellschaften integriert: Banksys, die für die Sicherung und Garantie elektronischer Zahlungen in Belgien verantwortlich war, und Bank Card Company (BCC), die auf die Verwaltung der Zahlungssysteme spezialisiert war. Die beiden Unternehmen mit rund 1100 Beschäftigten und einem Umsatz von 309 Millionen Euro werden von ihren vier Anteilseignern Dexia, Fortis, ING und KBC aufgekauft.
2010 erwirbt Atos Worldline das indische Unternehmen Venture Infotek für ca. 100 Millionen US-Dollar und integriert es in Atos Worldline. Das Unternehmen war auf Zahlungsmittel und Transaktionsverarbeitung spezialisiert und deckte den Markt für Händler sowie für Banken und Regierungsprogramme ab.
2011 erwirbt Atos das SSII-Geschäft von Siemens, das auch das Geschäft mit elektronischen Transaktionen umfasst, welches in den Geschäftsbereich Atos Worldline integriert wird. 2012 erwirbt Atos Worldline für einen unbekannten Betrag Quality Equipment, ein niederländisches Unternehmen für elektronische Zahlungen, und integriert es in Atos Worldline.
2013 gliedert Atos seinen Geschäftsbereich Atos Worldline aus, wodurch der Bereich autonomer wird.
2014 bringt Atos Worldline mit 26,59 % seiner Anteile für 575 Millionen Euro an die Börse, wodurch Worldline mit einer Kapitalisierung von 2,1 Milliarden Euro bewertet wird.

### Seit 2014: Konsolidierung des europäischen Zahlungsverkehrs
Im November 2015 fusioniert Worldline seine Aktivitäten im Bereich der Verarbeitung von elektronischen Finanztransaktionen mit dem niederländischen Unternehmen Equens. Im Rahmen dieser Fusion zahlt Worldline 72 Millionen Euro und besitzt anschließend 63,6 % des so entstandenen Joint Ventures equensWorldline Company, während die restlichen Anteile von niederländischen, deutschen und italienischen Banken, den Aktionären von Equens, gehalten werden. Im Rahmen dieser Fusion erwirbt Worldline langfristig die Möglichkeit, die Beteiligungen dieser Banken an diesem Joint Venture bevorzugt zu erwerben.
Im Juli 2017 gibt Worldline die Übernahme des schwedischen Unternehmens Digital River World Payments (DRWP) für einen nicht offengelegten Betrag bekannt. Das 1997 gegründete Unternehmen mit Sitz in Stockholm erwirtschaftete einen Jahresumsatz von 37 Millionen US-Dollar.
Im Zuge dessen erwirbt Worldline First Data Baltics, eine Tochtergesellschaft von First Data Corp in Litauen, Lettland und Estland, für einen Betrag von ca. 73 Millionen Euro. Diese drei Tochtergesellschaften erwirtschafteten 2016 einen Umsatz von 23 Millionen Euro.
Im Mai 2018 erwirbt Worldline SIX Payment Services (Europe) S.A., den Geschäftsbereich für Zahlungsdienstleistungen der Schweizer SIX-Gruppe, für eine Summe von 2,3 Milliarden Euro. Die Finanzierung erfolgt hauptsächlich durch die Ausgabe neuer Aktien. Mit der Integration der 1.600 Mitarbeitern von SIX und der Händlerakquisitionsaktivitäten und -dienstleistungen, die über 200.000 Händler mit einem Umsatz von ca. 530 Millionen Euro bedienen, steigert Worldline seinen Umsatz um 30 % und ist die Nummer eins in der Schweiz, in Österreich und Luxemburg. Worldline hat das Ziel, Marktführer für Zahlungsdienstleistungen in Europa zu werden.
Im Januar 2019 kündigt Atos, die zu diesem Zeitpunkt einen Anteil von 50,8 % besitzt, den Verkauf eines Anteils von 23,4 % an Worldline durch Aktientausch an seine Aktionäre an.

### Seit 2019: Worldline als eigenständiges Unternehmen
Im Mai 2019 wird Worldline unabhängig; die Aktionäre von Atos stimmen dem Plan zu, 23,4 % der Worldline Aktien an ihre eigenen Investoren umzuverteilen. Atos bleibt mit 27 % knapp vor der SIX Group der größte Aktionär von Worldline, verliert aber die Möglichkeit, die Finanzen von Worldline zu konsolidieren.
Im September 2019 gibt Worldline den Abschluss der Übernahme der 36,4 % Minderheitsanteile an equensWorldline bekannt. Damit übernimmt Worldline das volle Eigentum an equensWorldline.
Im Februar 2020 kündigt Worldline die Übernahme von Ingenico, dem weltweiten Marktführer für Zahlungsterminals, für 7,8 Milliarden Euro an, vorbehaltlich der Zustimmung der Wettbewerbsbehörde. Die Aktionäre von Worldline behalten einen Anteil von 65 % und die Aktionäre von Ingenico einen Anteil von 35 %. Infolge dieser Übernahme kündigte Atos an, eine Beteiligung von 13,1 % zu verkaufen und nur noch eine Beteiligung von 3,8 % zu behalten. Gleichzeitig kündigt Bpifrance an, seine Beteiligung zu erhöhen.
Im März 2020 wurde Worldline in den CAC 40 aufgenommen. Dies spiegelt vor allem die Entwicklung der Liquidität und der Marktkapitalisierung des Konzerns wider, die von 2,2 Milliarden Euro im Juni 2014 bei seiner Börsenzulassung auf mehr als 11 Milliarden Euro bei seiner Aufnahme in den CAC 40 gestiegen ist.
Im April 2020 gibt Worldline die Übernahme von GoPay durch den Kauf von 53 % der Anteile bekannt. Das Unternehmen kündigt außerdem einen Kauf aller Anteile für den Verlauf des Jahres 2022 an. GoPay ist ein Spezialist für Online-Zahlungen in Osteuropa. Worldline beabsichtigt, durch diese Aktion seine Angebote für Händler zu verstärken und sich dauerhaft in Ost- und Mitteleuropa zu etablieren.
Im Mai 2020 kündigt der CEO Gilles Grapinet die Gründung der EDPIA (European Digital Payment Industry Alliance) an. Dabei handelt es sich um eine Branchenorganisation, die aus den wichtigsten europäischen Unternehmen im Bereich des elektronischen Zahlungsverkehrs besteht (Ingenico, Nets, Nexi und Worldline). Sie hat sich zum Ziel gesetzt, die Vertretung der großen Industrieunternehmen des Sektors gegenüber den europäischen Behörden und anderen Akteuren des Zahlungsökosystems besser zu koordinieren. Gilles Grapinet übernimmt den ersten Vorsitz.
Ende Oktober 2020 integriert Worldline Ingenico in das Unternehmen und schafft damit einen neuen, weltweit führenden Anbieter von Zahlungsdienstleistungen.
Im Juli 2021 kündigt der Zahlungsdienstleister die Übernahme von 80 % von Axepta Italien, einer Tochtergesellschaft von BNP Paribas, für 180 Millionen Euro an.
Im Oktober 2021 veröffentlicht Worldline seinen Umsatz für das dritte Quartal 2021 und, wie zum Zeitpunkt der Übernahme von Ingenico vorgesehen, wird die neue Governance der Gruppe vom Verwaltungsrat eingeführt, wobei Bernard Bourigeaud zum Vorsitzenden des Verwaltungsrates ernannt wurde, während Gilles Grapinet die Funktion des Generaldirektors beibehält.
Im September 2024 verkündete das Unternehmen nach erneuten Gewinnwarnungen und einer Reduktion des Ausblicks für das Geschäftsjahr 2024 den Rücktritt des Vorstandsvorsitzenden Gilles Grapinet. Als Interim-CEO wurde per 30. September 2024 der bisherige Deputy CEO Marc-Henri Desportes bestellt.
Im November 2024 wurde bekannt, dass das Unternehmen einen Verkauf der Sparte Mobility & e-Transactional Services prüft.
Per 1. März 2025 tritt Pierre-Antoine Vacheron als CEO die Nachfolge von Marc-Henri Desportes an.

## Aktivitäten
Der Umsatz von Worldline verteilt sich im Jahr 2024 wie folgt zwischen den drei Geschäftsbereichen (Stand Q3/2024 - YTD):
- Merchant Services (73,1 %)
- Financial Services (19,4 %)
- Mobility & e-Transactional Services (7,5 %)

## Weblink
- Internetpräsenz des Unternehmens